# Pierre-la-Treiche
Pierre-la-Treiche település Franciaországban, Meurthe-et-Moselle megyében. Lakosainak száma 474 fő (2022. január 1.). Pierre-la-Treiche Bicqueley, Chaudeney-sur-Moselle, Sexey-aux-Forges és Villey-le-Sec községekkel határos.

## Népesség
A település népességének változása:
| Lakosok száma | 393  | 603  | 674  | 582  | 521  | 504  | 492  | 480  | 474  | 474  |
|               | 1968 | 1982 | 1990 | 2006 | 2013 | 2015 | 2017 | 2019 | 2020 | 2022 |